# 童生
童生是中国古代教育制度中的一种称谓，即参与科举考试而尚未得功名者。

## 简介
在明朝和清朝时期，参加地方官学——府学、州学、县学的应考者称为“童生”，也称作“儒童”、“文童”。“童生”这一名称中虽然带有“童”字，但是童生的年龄并无要求，只要没有取得府学、州学、县学的生员资格，就都称作童生。
另外，唐朝童子科出身的人，只要在10岁以下，能通一《经》，及《孝经》、《论语》每一卷诵文十通者，给予官职；通七者，给予出身，即称作“童生”。这个“童生”与明清时期的“童生”并无关系。